# La Palma Grande
La Palma Grande är en ort i Mexiko.   Den ligger i kommunen Ocosingo och delstaten Chiapas, i den sydöstra delen av landet, 800 km öster om huvudstaden Mexico City. La Palma Grande ligger 681 meter över havet och antalet invånare är 112.
Terrängen runt La Palma Grande är varierad. Runt La Palma Grande är det glesbefolkat, med 16 invånare per kvadratkilometer. Närmaste större samhälle är Peña Chabarico, 4,8 km öster om La Palma Grande. I omgivningarna runt La Palma Grande växer i huvudsak städsegrön lövskog.